# Fuego (álbum de Estopa)
Fuego es el décimo disco del dúo español de rumba-rock, Estopa, con el que celebran su 20 aniversario. Este disco se promocionó con la Gira Fuego.
El disco fue lanzado el 18 de octubre de 2019. Antes ese año, en mayo, junio y septiembre lanzaron los sencillos «Fuego», «El último renglón», «Yo no estoy loco» y «Atrapado», respectivamente.

## Lista de canciones
| N.º | Título                   | Duración |  |
| 1.  | «Atrapado»               | 3:39     |  |
| 2.  | «Fuego»                  | 3:14     |  |
| 3.  | «Corazón sin salida»     | 3:52     |  |
| 4.  | «Camiseta de Rokanrol»   | 3:13     |  |
| 5.  | «Despertar»              | 3:13     |  |
| 6.  | «Pobre siri»             | 3:28     |  |
| 7.  | «La rueda de la fortuna» | 3:21     |  |
| 8.  | «Yo no estoy loco»       | 4:16     |  |
| 9.  | «El último renglón»      | 3:04     |  |
| 10. | «Escrita en la frente»   | 4:02     |  |
| 11. | «La serpiente y la luna» | 2:55     |  |
| 12. | «Los globos»             | 3:03     |  |

## Posicionamiento en listas
| Listas (2019)       | Mejor posición |
| ------------------- | -------------- |
| España (PROMUSICAE) | 1              |

## Certificaciones
| País   | Organismo certificador | Certificación | Ventas certificadas | Ref   |
| ------ | ---------------------- | ------------- | ------------------- | ----- |
| España | PROMUSICAE             | Platino       | 40 000              | [ 2 ] |